# Ashampoo Burning Studio
Ashampoo Burning Studio este program software folosit la inscripționarea de medii optice (CD/DVD/Blu-ray) sub Microsoft Windows, dezvoltat de Ashampoo. Este una dintre alternativele cele mai utilizate în schimbul Nero Burning ROM pe Windows, dar nu la fel de popular ca acesta din urmă.
Principalele sale avantaje sunt că este simplu și foarte ușor de utilizat . Cu toate acestea, acest lucru este, de asemenea, una dintre slăbiciunile sale: nu conține multe dispozitive auxiliare care pe utilizatorii experți le-ar putea găsi utile.
Este capabil de a crea compilații de CD-uri, imagini de discuri optice, DVD-uri și discuri Blu-ray.
De asemenea, permite crearea de filme pe DVD din fișiere video.
Ca o modalitate de promovare a brand-ului și software-ul, Ashampoo a lansat Ashampoo Burning Studio 6 ca software liber (freeware).
Ashampoo Burning Studio 2010 Advanced este o versiune simplificata de circulație a versiunii Ashampoo Burning Studio 9.24, care este disponibil prin intermediul unor site-uri terțe părți.